# Le Couronnement d'épines (Titien)
Pour les articles homonymes, voir Le Couronnement d'épines.
Le Couronnement d'épines est un tableau du peintre italien le plus Titien réalisé dans le deuxième quart du XVIe siècle. Cette huile sur bois de peuplier illustre l'épisode biblique au cours duquel Jésus-Christ se voit imposer la Sainte Couronne par des soldats romains, pendant sa Passion, la scène étant ici représentée sous un buste de Tibère, l'empereur régnant. L'œuvre est conservée au musée du Louvre, à Paris, en France.